# Brimfield (Illinois)
Brimfield és una població dels Estats Units a l'estat d'Illinois. Segons el cens del 2000 tenia 933 habitants.

## Demografia
Segons el cens del 2000, Brimfield tenia 933 habitants, 362 habitatges, i 245 famílies. La densitat de població era de 480,3 habitants/km².
Dels 362 habitatges en un 37% hi vivien nens de menys de 18 anys, en un 55,2% hi vivien parelles casades, en un 10,2% dones solteres, i en un 32,3% no eren unitats familiars. En el 27,1% dels habitatges hi vivien persones soles l'11,9% de les quals corresponia a persones de 65 anys o més que vivien soles. El nombre mitjà de persones vivint en cada habitatge era de 2,57 i el nombre mitjà de persones que vivien en cada família era de 3,18.
Per edats la població es repartia de la següent manera: un 30,1% tenia menys de 18 anys, un 7,4% entre 18 i 24, un 30,4% entre 25 i 44, un 18,5% de 45 a 60 i un 13,5% 65 anys o més.
L'edat mediana era de 34 anys. Per cada 100 dones de 18 o més anys hi havia 84,2 homes.
La renda mediana per habitatge era de 38.542 $ i la renda mediana per família de 42.083 $. Els homes tenien una renda mediana de 36.250 $ mentre que les dones 23.068 $. La renda per capita de la població era de 16.090 $. Aproximadament el 6,6% de les famílies i el 8,5% de la població estaven per davall del llindar de pobresa.

## Poblacions més properes
El següent diagrama mostra les poblacions més properes.